# Miahuatlán (San Isidro)
Miahuatlán är en ort i Mexiko.   Den ligger i kommunen Cunduacán och delstaten Tabasco, i den sydöstra delen av landet, 600 km öster om huvudstaden Mexico City. Miahuatlán ligger 24 meter över havet och antalet invånare är 171.
Terrängen runt Miahuatlán är mycket platt. Runt Miahuatlán är det ganska tätbefolkat, med 75 invånare per kvadratkilometer. Närmaste större samhälle är Cárdenas, 8,6 km sydväst om Miahuatlán. Trakten runt Miahuatlán består till största delen av jordbruksmark.